# Chiloglanis sp. nov. 'Kerio'
Chiloglanis sp. nov. 'Kerio' é uma espécie de peixe da família Mochokidae.
É endémica do Quénia. Os seus habitats naturais são: rios.
Taxonomicamente próxima de Chiloglanis deckeni e Chiloglanis brevibarbis.